# Festival de Cine de Raindance
El Festival de Cine de Raindance es un festival de cine independiente establecido en 1992 por Elliot Grove que se celebra cada otoño en el Leicester Square de Londres. Este festival fue listado por la revista Variety en su Top de 50 festivales de cine imperdible. Raindance presenta novedades y cortometrajes de cineastas de todo el mundo a ejecutivos, periodistas,cinéfilos, cineastas y posibles compradores. Durante la vigésimo cuarta (24°) edición  del festival en el 2016 se realizó el primer evento enfocado en la realidad virtual llamado VR Arcade, el cual contó con catorce (14) cortometrajes. En el 2018 el festival otorgó por primera vez el Premio Raindance VRX, que reconoció los mejores trabajos de realidad virtual (VR) y realidad aumentada (AR).

## 2000
Se estrena la cinta Audition, dirigida por Takashi Miike.[cita requerida]

## Decimocuarta edición (2006)
Se estrena la cinta Gower Boy producida por la artista Gee Vaucher y la pianista Huw Warren.

## Decimoquinta edición (2007)
Se estrena la cinta Exhibit A, dirigida por Dom Rotheroe.[cita requerida]

## Decimosexta edición (2008)
Se estrenan la cintas Flick dirigida por David Howard, y The Daisy Chain, dirigida por Aisling Walsh.[cita requerida]

## Decimoséptima edición (2009)
Se estrenan la cinta Exam, dirigida por Stuart Hazeldine, y el documental Delphinium: A Childhood Portrait of Derek Jarman, dirigida por Matthew Mishory.[cita requerida]

## Vigésima edición (2012)
Se estrena el documental alemán Orania, dirigido por Tobias Linder, el cual compite en la categoría Mejor documental, y Banaz A Love Story, dirigida por Deeyah Khan.[cita requerida]

## Vigésima primera edición (2013)
Se presenta el cortometraje mexicano Paradisio, escrito, dirigido y editado por Rodrigo Ruiz Patterson. Se estrena la comedia negra Whoops!, dirigida por Miles Watts y protagonizada por Elaine Glover.[cita requerida]

## Vigésima segunda edición (2014)
Se estrena el documental Between Dog and Wolf: The New Model Army Story, del director Matt Reid, sobre la carrera de la banda New Model Army. La película Luna, dirigida por Dave McKean y protagonizada por Dervla Kirwan, obtiene el Premio a mejor largometraje británico.

## Vigésima cuarta edición (2016)
Se entrega por primera vez el Premio Autor, el cual se le concede a Ken Loach por "su carrera, las películas, la industria cinematográfica en constante cambio y lo que puede tener reservado para el público en el futuro".

## Vigésima quinta edición (2017)
Para esta edición del festival el país invitado de honor es Italia. Se le otorga el “Premio Película del Festival” a la película dominicana Melocotones, dirigida por Héctor M. Valdez. Se honro a Guy Ritchie con el Premio Autor, describiéndolo como una "figura prominente" que insufló "nueva vida a la industria cinematográfica británica" con sus "comedias de crímenes de culto". Se otorgó el premio Mejor película documental a RiverBlue, dirigida por David McIlvride y Roger Williams.